# Танненбергсталь (Фогтланд)
Танненбергсталь (нем. Tannenbergsthal/Vogtl.) — бывшая коммуна в немецкой федералтной земле Саксония. С 1 октября 2009 года входит в состав общины Мульденхаммер.
Подчиняется земельной дирекции Хемниц и входит в состав района Фогтланд.  На 31 декабря 2008 года население Танненбергсталя составляло 1430 человек. Занимает площадь 17,92 км². Официальный код  —  14 1 78 650.
Коммуна подразделялась на 4 сельских округа.